# Lesaca
Lesaca (em castelhano) ou Lesaka (em basco) é um município da Espanha na província e comunidade foral (autónoma) de Navarra. Tem 55,56 km² de área e em 2021 tinha 2 744 habitantes (densidade: 49,4 hab./km²).

## Demografia
| Variação demográfica do município entre 1991 e 2004 | Variação demográfica do município entre 1991 e 2004 | Variação demográfica do município entre 1991 e 2004 | Variação demográfica do município entre 1991 e 2004 |
| --------------------------------------------------- | --------------------------------------------------- | --------------------------------------------------- | --------------------------------------------------- |
| 1991                                                | 1996                                                | 2001                                                | 2004                                                |
| 2756                                                | 2728                                                | 2643                                                | 2663                                                |